# Gianluca Bei
Gianluca Bei, né le 17 mai 1995, est un footballeur luxembourgeois qui évolue au poste d'arrière droit au FC Differdange 03.

## Biographie

### FC Mondercange (2013-2017)
Après une formation au sein du FC Differdange 03, le joueur rejoint le FC Mondercange en 2013.

### FC Differdange 03 (2017-2018)
En 2017, le joueur est de retour dans son club formateur, le FC Differdange 03, en BGL Ligue.

### US Hostert (2018-2020)
Jouant peu avec Differdange, le joueur s'engage en 2018 avec l'US Hostert.

### FCRM Hamm Benfica (2020-2021)
Après deux saisons au sein de l'US Hostert, le joueur signe un contrat avec le FCRM Hamm Benfica en 2020.

### FC Differdange 03 (depuis 2021)
Après une belle saison, le joueur s'engage une nouvelle fois au FC Differdange 03 en 2021.
Avec son nouveau club, le joueur s'impose enfin et remporte en 2023 la Coupe du Luxembourg face au FC Marisca Mersch, ainsi que le championnat de BGL Ligue la saison suivante.

## Palmarès
| FC Differdange 03 (4) :                                                                                               |
| --- |
| - BGL Ligue (2) - Champion : 2024 et 2025 - Vice-champion : 2022 - Coupe du Luxembourg (2) - Vainqueur : 2023 et 2025 |